# Cayo Sextio Calvino
Cayo o Gayo Sextio Calvino  fue un político y militar romano del siglo II a. C., miembro de la gens Sextia. Fue padre del pretor Cayo Sextio Calvino. 

## Carrera política
Alcanzó el consulado en el año 124 a. C., obteniendo el gobierno de la Galia donde hizo la guerra con éxito a los saluvios. Fundó Aquae Sextiae.